# Qatar Investment Authority
Qatar Investment Authority (QIA), arabiska: جهاز قطر للإستثمار, är en qatarisk statlig investeringsfond som har tillgångar på uppemot 450 miljarder amerikanska dollar för den 29 mars 2022. Investeringsfonden grundades 2005 av den då regerande emiren Hamad bin Khalifa i syfte att stärka och diversifiera Qatars ekonomi så landet kan fortsätta ha ekonomisk tillväxt oavsett vad som händer på världsmarknaden för petroleum och när Qatar tar nästa steg efter att landets petroleumreserver eventuellt sinar.
Företag som QIA har alternativt haft intressen i är bland annat Barclays, Credit Suisse, Deutsche Bank, Heathrow Airport Holdings, Hochtief, London Stock Exchange, Porsche, Printemps, Rosneft, Sainsbury’s, Siemens, Tiffany & Co. och Volkswagen. De har även intressen i olika anläggningar och byggnader runt om i världen så som Harrods (London), HSBC Tower (London), Pulkovos internationella flygplats (Sankt Petersburg) och The Shard (London).

## Qatar Sports Investments
Qatar Sports Investments (QSI), arabiska: قطر للاستثمارات الرياضية, är ett dotterbolag till QIA och äger bland annat den franska fotbollsklubben Paris Saint-Germain (PSG) i Ligue 1. År 2011 förvärvade QSI 70% av PSG från amerikanska investmentbolaget Colony Capital, ett år senare blev QSI ensam ägare av fotbollsklubben, som då fick en värdering på totalt 100 miljoner euro. QSI som ägare har investerat mer än 1,3 miljarder euro på att införskaffa spelare såsom Edinson Cavani, David Luiz, Ángel di María, Zlatan Ibrahimović, Mauro Icardi, Kylian Mbappé, Neymar, Javier Pastore och Thiago Silva. Tack vare sina stjärnvärvningar ökade PSG:s intäkter från 101 miljoner euro till 542 miljoner euro mellan åren 2011 och 2020 medan fotbollsklubbens totala värde hade skjutit i höjden med en värdering på mer än 1,9 miljarder euro.
QSI leds av ordförande Nasser Al-Khelaïfi.